# Cuộc chiến tranh thần thánh (bài hát)
"Cuộc chiến tranh thần thánh" (chữ Kirin: Священная война) là một bài hát nổi tiếng của Liên Xô trong Chiến tranh thế giới thứ hai. Bài hát được viết chỉ 2 ngày sau khi Đức tấn công Liên Xô và nhanh chóng trở thành một kiểu "Bài ca chính thức" về chiến tranh bảo vệ Tổ quốc. Cho đến nay, bài hát vẫn được trình diễn trang trọng trong những dịp lễ kỷ niệm Chiến tranh Vệ quốc Vĩ đại tại Nga và một số quốc gia thuộc Liên Xô cũ.

## Ra đời

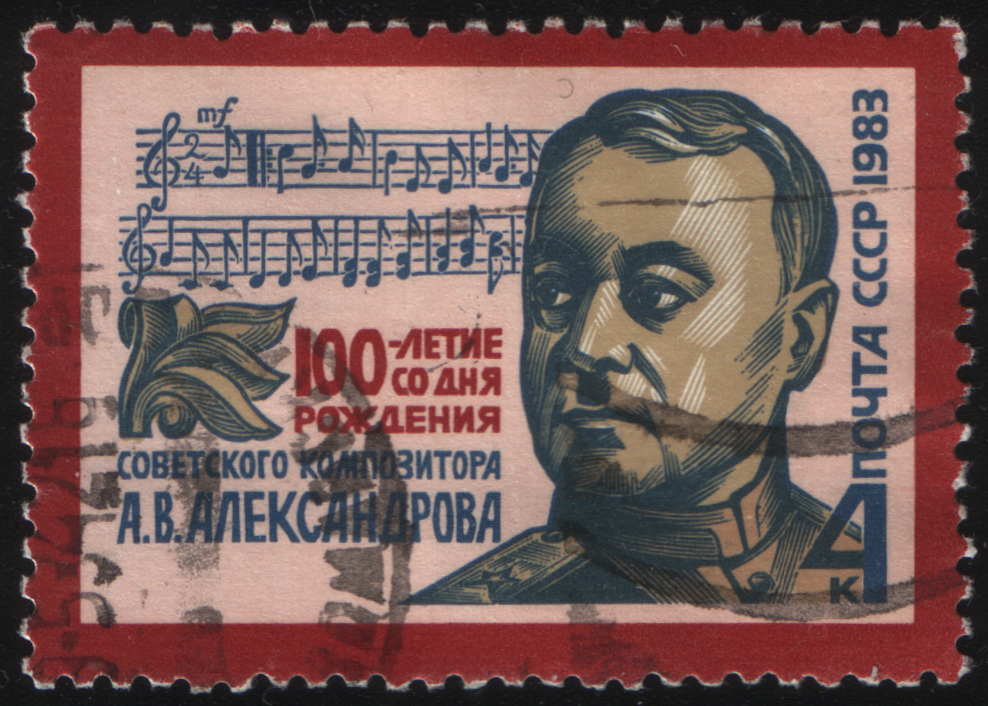
Tem in hình Alexander Vasilyevich Alexandrov, nhà soạn nhạc cho Cuộc chiến tranh thần thánh, cũng như Quốc ca Liên Xô.

Chỉ hai ngày sau khi Đức tấn công Liên Xô, ngày 24 tháng 6 năm 1941, một bài thơ có tựa đề "Cuộc chiến tranh thần thánh" của nhà thơ Vasily Ivanovich Lebedev-Kumach được đăng trên các báo "Izvestia" và "Sao Đỏ". Sau khi bài thơ công bố, Trưởng Đoàn ca múa nhạc Cờ Đỏ Hồng quân Liên Xô Alexander Vasilyevich Alexandrov ngay lập tức phổ nhạc. Không có thời gian để in ấn các bảng ký âm và bè phổ, Alexandrov đã viết chúng lên bảng bằng phấn, để các ca sĩ và nhạc sĩ chép lại chúng vào bản ký âm của riêng mình. Mọi người chỉ có vỏn vẹn 1 ngày để tập dượt, và ngay ngày hôm sau, ngày 24 tháng 6 năm 1941, một buổi công diễn được tổ chức ngay trước Nhà ga Belorussky. Các nghệ sĩ của Đoàn ca múa nhạc Cờ Đỏ Hồng quân Liên Xô đã luân phiên trình diễn, mà theo một nhân chứng, đến 5 lần ngay trong ngày hôm đó.
Tuy nhiên, trong những thời gian đầu của cuộc chiến, bài hát không được phổ biến nhiều do các nhà lãnh đạo Liên Xô cho rằng nó quá tiêu cực đối với một cuộc chiến tranh mà họ cho rằng sẽ dễ dàng kiểm soát. Tuy nhiên, đến ngày 15 tháng 10 năm 1941, khi quân Đức đã chiếm được Kaluga, Rzhev và Kalinin, bài hát bắt đầu được phổ biến. Nó được phát mỗi ngày trên các đài phát thanh của Liên Xô, mỗi sáng sau tiếng chuông của Điện Kremlin.
Trong chiến tranh, bài hát đã được ghi âm 2 lần: lần đầu với một nhóm của Đoàn ca múa nhạc Cờ Đỏ vào năm 1941  và lần thứ hai với toàn bộ thành viên của đoàn vào năm 1942. Bài hát trở nên phổ biến rộng rãi trong Chiến tranh Vệ quốc Vĩ đại như một biện pháp tinh thần để duy trì sức chiến đấu cao trong quân đội, đặc biệt là trong trận chiến phòng thủ khó khăn.

## Phần lời của bài hát

### Lời tiếng Nga: thơVasily Ivanovich Lebedev-Kumach
| Cuộc chiến tranh thần thánh Hãy đứng lên, đất nước rộng mênh mông Hãy đứng lên, vào trận đòn quyết tử Với phát xít, với sức mạnh tối đen Với bè lũ đến muôn đời nguyền rủa. Hãy để cho cơn cuồng nộ thiêng liêng Sục sôi lên như là ngọn sóng Đang diễn ra cuộc chiến tranh nhân dân Cuộc chiến tranh thần thánh! Giống như hai thái cực – âm và dương Trong tất cả mọi thứ đều thù nghịch Ta đấu tranh – vì ánh sáng, hòa bình Vì vương quốc bóng tối – quân phát xít. Ta giáng trả những kẻ hòng bóp nghẹt Ý tưởng tự do như lửa cháy bừng Ta giáng trả bọn áp bức, lũ cướp Giáng đòn đau lên những kẻ bạo hành. Những đôi cánh màu đen không thể dám Bay trên bầu trời Tổ quốc yêu thương Và những cánh đồng quê ta rộng lớn Không cho quân thù giày xéo, giẫm lên. Với lũ phát xít quỷ ma, thối nát Đạn ta xuyên vào giữa trán quân thù Cho lũ cặn bã, cho loài ruỗng mục Của loài người – dành sẵn những mồ ma. Hãy đứng lên, đất nước rộng mênh mông Hãy đứng lên, vào trận đòn quyết tử Với phát xít, với sức mạnh tối đen Với bè lũ đến muôn đời nguyền rủa. Hãy để cho cơn cuồng nộ thiêng liêng Sục sôi lên như là ngọn sóng Đang diễn ra cuộc chiến tranh nhân dân Cuộc chiến tranh thần thánh! Bản dịch của Nguyễn Viết Thắng | Священная война Вставай, страна огромная, Вставай на смертный бой С фашистской силой темною, С проклятою ордой! Пусть ярость благородная Вскипает, как волна,- Идет война народная, Священная война! Как два различных полюса, Во всем враждебны мы: За свет и мир мы боремся, Они - за царство тьмы. Дадим отпор душителям Всех пламенных идей, Насильникам, грабителям, Мучителям людей! Не смеют крылья черные Над Родиной летать, Поля ее просторные Не смеет враг топтать! Гнилой фашистской нечисти Загоним пулю в лоб, Отребью человечества Сколотим крепкий гроб! Встает страна огромная, Встает на смертный бой С фашистской силой темною, С проклятою ордой. Пусть ярость благородная Вскипает, как волна,- Идет война народная, Священная война! |

### Lời bài tiếng Việt /  Nga sửa đổi đúng số lượng âm tiết, cảm xúc
| Cuộc chiến tranh thiêng linh Vùng lên, vùng lên tổ quốc vĩ đại, Đứng lên, chiến đấu tới cùng Diệt quân, phát xít da~ man hung tàn, Quân lũ, lưu manh đề nguyền. Hãy để hờn căm oán ghét trong tim Sục sôi, lên như ngọn sóng! (một ngọn sóng!) Đây-là, cuộc, chiến của toàn, nhân loại, Một cuộc, chiến tranh thiêng linh! Đập tan, bạo tàn thối tha khô´n nạn Cùng với, tư tưởng mục rựa, Quỷ ác, cu'õ'ng hiê´p, bóc lột, giê´t người Tàn nhẫn dẫm đạt giống nòi! Hãy để hờn căm oán ghét trong tim Sục sôi, lên như ngọn sóng! (một ngọn sóng!) Đây-là, cuộc, chiến của toàn, nhân loại, Một cuộc, chiến tranh thiêng linh! Những chiếc, cánh đen của giặc sẽ không Dám bay, trên miền Tổ quốc, Đồng quê, bạt ngàn giộng lớn của Người Không kẻ, địch nào dám bước! Hãy để hờn căm oán ghét trong tim Sục sôi, lên như ngọn sóng! (một ngọn sóng!) Đây-là, cuộc, chiến của toàn, nhân loại, Một cuộc, chiến tranh thiêng linh! Với lũ, phát xít quỷ ma kinh tỏ'm Một viên, bay xuyên qua đầu, Cho loài, cạ˘n bã tột cùng nhân loại Mồ chôn, vô danh muôn đời! Hãy để hờn căm oán ghét trong tim Sục sôi, lên như ngọn sóng! (một ngọn sóng!) Đây-là, cuộc, chiến của toàn, nhân loại, Một cuộc, chiến tranh thiêng linh! Bản dịch của Đỗ Hồng Minh | Священная война Вставай, страна огромная, Вставай на смертный бой С фашистской силой тёмною, С проклятою ордой. Пусть ярость благородная Вскипает, как волна! Идёт война народная, Священная война! Дадим отпор душителям Всех пламенных идей, Насильникам, грабителям, Мучителям людей! Пусть ярость благородная Вскипает, как волна! Идёт война народная, Священная война! Не смеют крылья чёрные Над Родиной летать, Поля её просторные Не смеет враг топтать! Пусть ярость благородная Вскипает, как волна! Идёт война народная, Священная война! Гнилой фашистской нечисти Загоним пулю в лоб, Отребью человечества Сколотим крепкий гроб! Пусть ярость благородная Вскипает, как волна! Идёт война народная, Священная война! |

### Lời Việt: Nguyễn Tuấn Khoa
| Cuộc chiến tranh thánh thần |
| --- |
| Vùng lên, đất nước xiết bao vĩ đại Đứng lên xông ra sa trường Diệt quân phát xít dã man hung tàn Bè lũ xâm lăng đê hèn. Sục sôi hờn căm chứa chất trong tim Như sóng đang dâng trào lên, Lên đường, toàn dân tiến ra sa trường Cuộc chiến nhân dân thánh thần! Chặn ngay những chiếc cánh bay quân thù Tới đây trên quê hương này Đồng quê xanh ngát mến yêu thanh bình Quét hết gót quân xâm lược. Sục sôi hờn căm chứa chất trong tim Như sóng đang dâng trào lên, Lên đường, toàn dân tiến ra sa trường Cuộc chiến nhân dân thánh thần! Vùng lên, đất nước xiết bao vĩ đại Đứng lên xông ra sa trường Diệt quân phát xít dã man hung tàn Bè lũ xâm lăng đê hèn. Sục sôi hờn căm chứa chất trong tim Như sóng đang dâng trào lên, Lên đường, toàn dân tiến ra sa trường Cuộc chiến nhân dân thánh thần! |

## Tranh chấp tác quyền
Bài hát là sự kết hợp hoàn hảo giữa lời thơ hào hùng với nhịp điệu quân hành mạnh mẽ. Tuy nhiên, tốc độ sáng tác ngắn ngủi của nó đã nảy sinh rất nhiều nghi vấn. Vào thập niên 1990, một số thông tin truyền thông đã đưa cáo buộc Lebedev-Kumach đạo văn khi cho rằng tác giả phần lời bài hát là Alexander Adolfovich Bode, còn gọi là Alexander Heinrich de Bode, một giáo viên văn học tỉnh lẻ. Những chứng cứ quan trọng đưa ra căn cứ vào những bức thư của Zinaida Alexandrovna Bode, con gái của A.A. Bode, gửi cho Boris Alexandrovich Alexandrov, con trai của A.V. Alexandrov, cho rằng cha mình đã viết Cuộc chiến tranh thần thánh vào Chiến tranh thế giới thứ nhất, vào khoảng năm 1916-1917, và nó đã được gửi đến Lebedev-Kumacha vào năm 1937.
Tuy nhiên, những nhân vật có liên quan đều đã qua đời trước đó. Bode đã qua đời từ năm 1939, A.V. Alexandrov năm 1946, Lebedev-Kumach vào 1949. Bên cạnh đó, một số bằng chứng được trưng ra để phản lại, cho rằng những thông tin cáo buộc là không đúng sự thật và bôi nhọ nhân phẩm, danh dự và uy tín của tác giả "Cuộc chiến tranh thần thánh" Lebedev-Kumach, quan trọng nhất là các bản phác thảo chép tay của Lebedev-Kumach, hiện vẫn được lưu trữ tại Viện Lưu trữ Văn học và Nghệ thuật Nhà nước Nga, phản ánh quá trình sáng tác của ông. Trên cơ sở đó, tòa án đã bác bỏ các cáo buộc. Tuy nhiên, nhưng người cáo buộc tỏ ra nghi ngờ về sự công bằng và hợp lý của các quyết định của tòa án..
Bên cạnh đó, cũng có những nghi vấn về phần nhạc của A.V. Alexandrov. Nhà nghiên cứu Viktor Suvorov cho rằng bài nhạc đã ra đời sớm hơn vì: "Từ tháng 2 năm 1941, Stalin đã ra lệnh viết một bài hát về cuộc chiến tranh chống lại nước Đức. Và rõ ràng là Stalin đã có bài nhạc từ trước.". Một bằng chứng khác được đưa ra khi cho rằng Alexandrov gần như lấy lại giai điệu của bài "Bài ca Kliment Voroshilov", cũng do ông phổ nhạc trên phần lời O. Kolychev, được viết vào năm 1938, ghi trên đĩa năm 1940.

## Ảnh hưởng
Sau chiến tranh, bài hát vẫn thường xuyên được biểu diễn cả trong lẫn ngoài nước như một biểu tượng anh hùng của nhân dân Liên Xô trong chiến tranh. Mặc dù các tác giả của nó đã qua đời sau chiến tranh không lâu, họ vẫn kịp nhìn thấy đứa con tinh thần của mình được mọi người đón nhận. Thậm chí, vào ngày 22 tháng 5 năm 1945, Đoàn Ca múa nhạc Alexandrov, hậu thân của Đoàn ca múa nhạc Cờ Đỏ Hồng quân Liên Xô, đã trình diễn bài hát này trước những đồng minh cũng như đối thủ trước đây trụ sở của NATO ở Brussels, và đã nhận được nhiều lời khen ngợi.
Cho đến nay, tại Nga và một số quốc gia thuộc Liên Xô cũ, bài hát vẫn được trình diễn trang trọng trong những dịp lễ kỷ niệm Chiến tranh Vệ quốc Vĩ đại. Trong các lễ diễu binh mừng Ngày Chiến thắng hàng năm, phần nhạc được dùng như một phần của các bài nhạc diễn hành của Quân đội Nga.